# باشگاه بسکتبال مانرسا
باشگاه بسکتبال مانرسا (انگلیسی: Bàsquet Manresa) یک باشگاه بسکتبال در شهر مانرسا، اسپانیا است. این باشگاه که در سال ۱۹۳۱ تأسیس شده در لیگ آ س ب بازی می‌کند.